# هتل بالیونی
هتل بالیونی (به انگلیسی: Baglioni Hotel) یک هتل لوکس در محله کنزینگتون در شهر لندن در انگلستان است. این هتل در کل ۶۷ اتاق دارد و یک هتل ۵ ستاره با خدمات سطح بالا است.

## دیزاین
این هتل دارای اسباب ایتالیایی است و دارای چشمه، کف سنگی و گلدان های بزرگ طلایی رنگی است که نمای زیبایی به آن می‌بخشد. این هتل ۶۷ اتاق دارد که شامل ۵۴ سوئیت کامل است.